# Амредін Шаріфі
Амредін Мохаммад Анвар Шаріфі (Дарі: امرالدين شریفی; нар. 2 червня 1992, Тегеран, Іран) — афганський футболіст, нападник клубу Прем'єр-ліги Бангладешу «Бангладеш Поліс» та національної збірної Афганістану.

## Клубна кар'єра
Народився в Тегерані в сім'ї афганських біженців, але ще дитиною повернувся на батьківщину.
Футбольну кар'єру розпочав 2012 року в «Естеґлалі» (Кабул) з чемпіонату Кабулу. У 2013 році захищав кольори «Біг Біра». У 2013 році виступав за «Шахін Асмає» в чемпіонаті Афганістану, якому дооміг виграти вище вказаний турнір (5 матчів, 1 гол). У 2014 році знову грав за «Біг Бір» у чемпіонаті Кабулу, після чого повернувся до «Шахіна Асмає». У 2014 році знову разом з командою виграв чемпіонат Афганістану, відзначився 5-ма голами у 5-ти поєдинках. Сезон 2015 року став складнішим на особистому та колективному рівні, оскільки не грав і бачив, як його команда програла у фіналі. У 2016 році втретє став чемпіоном, а такрож найкращим бомбардиром, відзначився 6 голами в аналогічній кількості матчів. Завдяки чемпіонсткому титулу став частиною першої збірної Афганістану, яка зіграла на міжнародних змаганнях. Потім програв у плей-оф кваліфікації Кубку Азії 2017 проти «Хосілота Фархора». Потім разом з «Шахіном Асмає» взяв участь у Міжнародному клубному кубку Шейха Камала 2017, на якому його команда фінішувала останньою у своїй групі. Він все одно став найкращим бомбардиром змагань із 4 голами. Для участі в чемпіонаті Афганістану 2017 року підписав контракт з кандагарським клубом «Де Майванд Аталан». Проте його команда у фіналі своєму колишньому клубу, але другий сезон поспіль з 5-ма голами став найкращим бомбардиром.
У 2018 році підписав контракт з представником Топ-Ліги «Алаєм» (Ош). Дебютував за нову команду 7 березня 2018 року в програному (3:6) поєдинку Кубку АФК 2018 проти «Алтин Асира». 9 травня 2018 року забив свої перші м’ячі поєдинку проти «Нефтчі» (Кочкор-Ата) (2:2). У своєму першому сезоні допоміг команді зайняти друге місце в чемпіонаті, а також другим найкращим бомбардиром (21 гол). Наступного сезону взяв участь у плей-оф Кубку АФК 2019 проти «Ахала». На жаль, перед відновленням чемпіонату на одному з тренувань серйозно пошкодив коліно і більше не зіграв протягом сезону.
У лютому 2020 року перейшов до ФК «Нефтчі» (Кочкор-Ата). Свій перший матч за нову команду провів 19 лютого в плей-оф Кубку АФК 2020 проти таджицького «Худжанда» (1:1). Свій перший м'яч забив 13 серпня в чемпіонаті у переможному (1:0) проти свого колишнього клубу «Алая» (Ош). 18 вересня 2021 року допоміг виграти Кубок Киргизстану, в поєдинку проти «Алги» (Бішкек) (0:0, 4:3), в якому реалізував свій удар в серії післяматчевих пенальті.
У листопаді 2021 року приєднався до «Бангладеш Поліс». Свій перший матч за «поліцейських» провів 30 листопада 2021 року на груповому етапі Кубку Незалежності проти «Читтагонг Абахані» (1:1). У чвертьфіналі вище вказаного турніру відзначився першим голом за «Бангладеш Поліс», завдяки чому його команда перемогла «Шейх Рассела» з рахунком 1:0.

## Кар'єра в збірній
У футболці національної збірної Афганістану дебютував 2 березня 2013 року в переможному (1:0) поєдинку кваліфікації Кубку виклику АФК 2014 проти Шрі-Ланки. Брав участь у Кубку Південної Азії 2013 року та Кубку виклику АФК 2014 року. Своїм першим голом за збірну відзначився 6 лютого 2015 року в програному (1:2) товариському матчі проти Пакистану.

## Особисте життя
Його брат Зайнуддін також футболіст. Вони грали разом як на клубному, так і на міжнародному рівні.

## Статистика виступів у збірній

### По матчах
| Дата       | Місто   | Господарі  | Результат | Гості      | Турнір                    | Голи | Примітки |
| ---------- | ------- | ---------- | --------- | ---------- | ------------------------- | ---- | -------- |
| 10-10-2017 | Душанбе | Афганістан | 3 – 3     | Йорданія   | Відбір до Кубка Азії 2019 | -    | 45+2'    |
| 14-11-2017 | Ханой   | В'єтнам    | 0 – 0     | Афганістан | Відбір до Кубка Азії 2019 | -    | 84'      |
| 25-5-2021  | Дубай   | Індонезія  | 2 – 3     | Афганістан | товариський матч          | 1    |          |
| 3-6-2021   | Доха    | Бангладеш  | 1 – 1     | Афганістан | Відбір до ЧС 2022         | 1    |          |
| 15-6-2021  | Доха    | Індія      | 1 – 1     | Афганістан | Відбір до ЧС 2022         | -    |          |
| Усього     |         | Матчів     | 5         |            | Голів                     | 2    |          |

### Забиті м'ячі
Рахунок та результат збірної Афганістану в таблиці вказано на першому місці.
| №  | Дата           | Місце                                                                   | Суперник  | Рахунок | Результат | Змагання                           |
| -- | -------------- | ----------------------------------------------------------------------- | --------- | ------- | --------- | ---------------------------------- |
| 1. | 6 лютого 2015  | Панджаб, Лахор, Пакистан                                                | Пакистан  | 1–1     | 1–2       | Товариський матч                   |
| 2. | 25 травня 2021 | Центр передового досвіду Джебель Алі, Дубай, Об'єднані Арабські Емірати | Індонезія | 2–0     | 3–2       | Товариський матч                   |
| 3. | 3 червня 2021  | Яссім бін Хамад, Доха, Катар                                            | Бангладеш | 1–0     | 1–1       | кваліфікація чемпіонату світу 2022 |

## Досягнення

### Клубні
- Чемпіонат Кабула
  -  Чемпіон (1): 2013

- Прем'єр-ліга Афганістану
  -  Чемпіон (3): 2013, 2014, 2016
  -  Срібний призер (2): 2015, 2017

- Топ-Ліга
  -  Срібний призер (2): 2018, 2019

- Кубок Киргизстану
  -  Володар (1): 2021
  -  Фіналіст (1): 2018

- Суперкубок Киргизстану
  -  Володар (1): 2018

- Найкращий бомардир Прем'єр-ліга Афганістану (2): 2016 (6 голів), 2017 (5 голів)
- Найкращий бомбардир Міжнародного клубного кубку Шейха Камала (1): 2017 (4 голи)

### У збірній
- Чемпіонат федерації футболу Південної Азії
  -  Володар (1): 2013